# Dorfkirche Missen

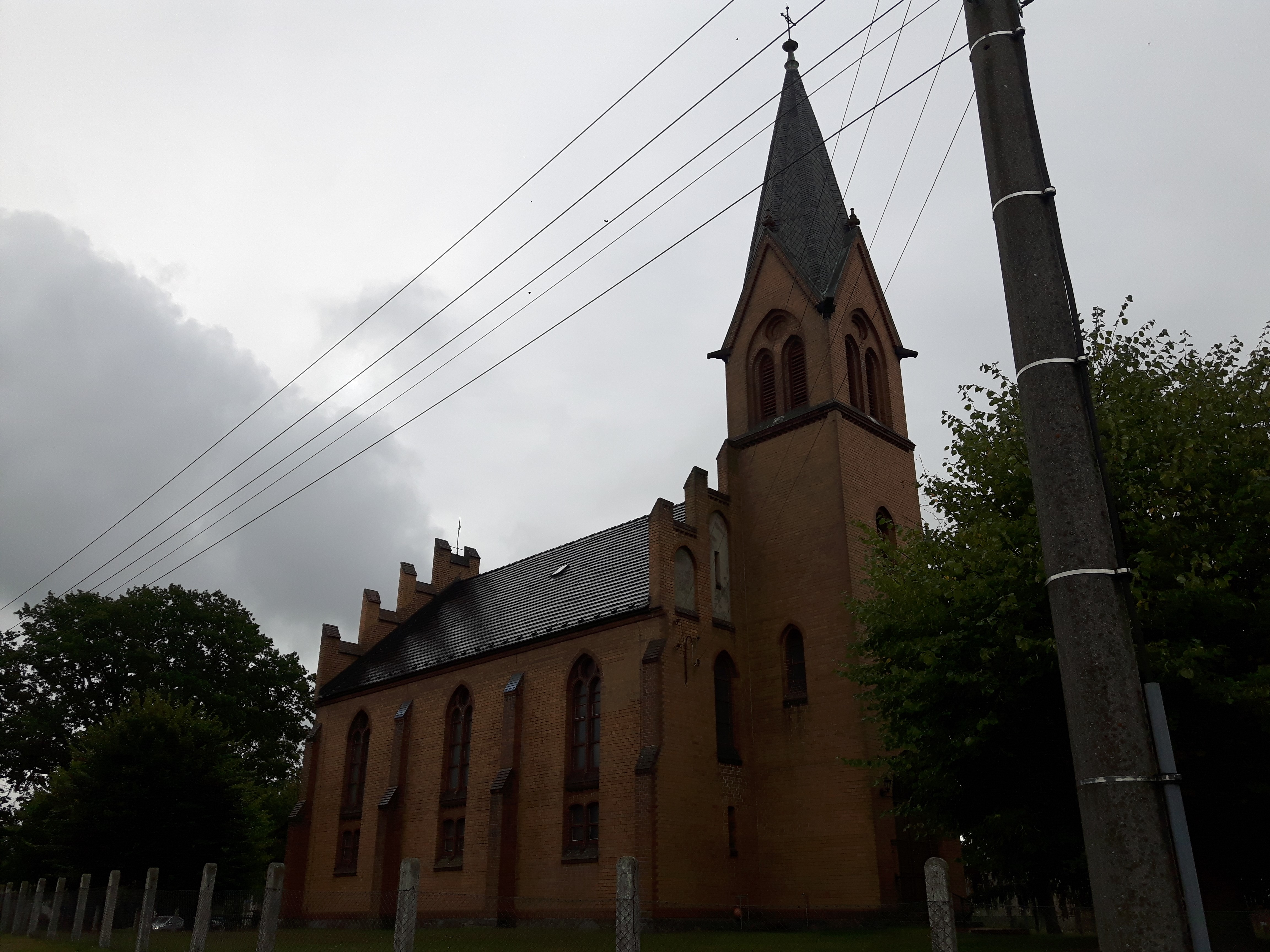
Dorfkirche Missen von Nordwesten

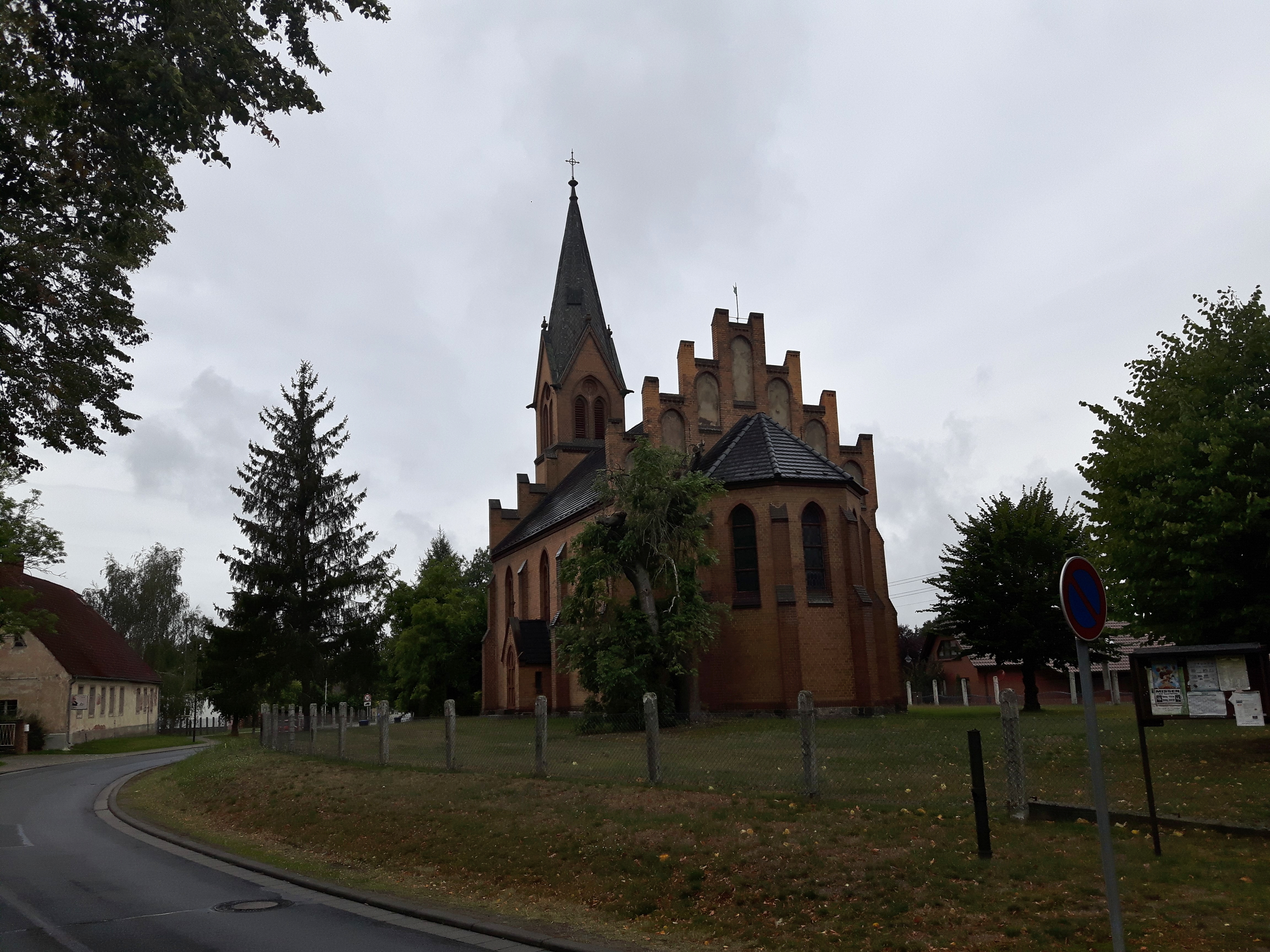
Ostschluss

Die Dorfkirche Missen ist das Kirchengebäude des Dorfes Missen im Landkreis Oberspreewald-Lausitz in Brandenburg. Das Gebäude steht unter Denkmalschutz. Die Kirche gehört der Kirchengemeinde Gräbendorfer See im Kirchenkreis Niederlausitz und ist Teil der Evangelischen Kirche Berlin-Brandenburg-schlesische Oberlausitz.

## Geschichte
Mit der ersten urkundlichen Erwähnung Missens in den Kirchenartikeln des Bistums Meißen von 1346, die nur in einer Kopie aus dem Jahr 1495 erhalten sind, wird auch eine Kirche in Missen erwähnt. Dieser Bau wurde später durch eine Fachwerkkirche ersetzt. Nachdem diese mit der Zeit baufällig geworden war, beantragte die Gemeinde Missen im Januar 1880 einen Kirchenneubau bei der Kirchenzentrale Berlin. Nachdem genug Geld für den Bau zusammengekommen war, wurde die alte Kirche abgerissen und im Jahr 1885 mit dem Bau der heutigen Kirche begonnen. Die Kosten für den Bau beliefen sich auf etwa 14.400 Reichsmark. Am 2. März 1887 wurde die neue Kirche eingeweiht.
Die heutige Dorfkirche ist ein rechteckiger Saalbau im Stil der Neogotik. An der Ostseite wird die Kirche durch einen fünfseitigen Ostschluss abgeschlossen, an der anderen Seite befindet sich ein schlanker Westturm. Die Kirche ist mit Klinkermauerwerk ausgeführt. An den Seiten des Kirchenschiffs und am Ostschluss befinden sich hohe Spitzbogenfenster. Am Westturm befindet sich ein Eingangsportal, ein weiteres mit Vorhalle befindet sich an der zur Straße hingewandten Südseite der Kirche. In der Kirche befindet sich eine Orgel aus der Bauzeit des Gebäudes, die von Wilhelm Sauer gebaut wurde.
Im 19. Jahrhundert gehörte die Kirchengemeinde Missen zur Superintendentur Calau. Später gehörte die Gemeinde zum Pfarrsprengel Vetschau und somit zunächst zum Kirchenkreis Calau. 1961 wurde der Kirchenkreis Calau mit dem Kirchenkreis Lübben zusammen gelegt und zunächst als Kirchenkreis Lübben-Calau bezeichnet, 1998 erfolgte die Umbenennung in Kirchenkreis Lübben. 2010 schlossen sich die Kirchenkreise Lübben und Finsterwalde zum neuen Kirchenkreis Niederlausitz zusammen. Die Kirchengemeinde Missen wurde am 1. Juni 2013 mit der Kirchengemeinde Ogrosen zu der neuen Kirchengemeinde Gräbendorfer See vereinigt.